# Rubritrochus declivis
Rubritrochus declivis, ốc gibbula dốc là một loài ốc biển, một động vật thân mềm chân bụng sống ở biển trong họ Trochidae.

## Mô tả
Vỏ phát triển đến chiều dài 24 mm. Vỏ hình nón chắc chắn. Nó có màu trắng, và dát mỏng với màu tía hoặc hơi vàng. Sáu vòng xoắn là lưỡng cực ở ngoại vi, tất cả đều nằm trên hình xoắn ốc. Bề mặt trên bức xạ mạnh. Các nếp gấp kết thúc ở ngoại vi trong các gai ngắn. Vùng ngoại vi được bao quanh bởi một con kênh có dải phân cách ở giữa. Gốc vỏ lồi, mang 4 hoặc 5 lirae đồng tâm chắc chắn. Khẩu độ làm tròn mượt mà bên trong. Cột sống hình sin, hình cung và có vết lõm ở gốc. Rốn sâu vừa phải.
Loài này được tách biệt với tất cả các loài khác trong chi này bởi các chóp hình vảy, bề mặt trên có rãnh cứng và rãnh sâu bao quanh vùng ngoại vi.

## Phân bố
Loài này sinh sống ở Biển Đỏ và Vịnh Aqaba.

## Hình ảnh

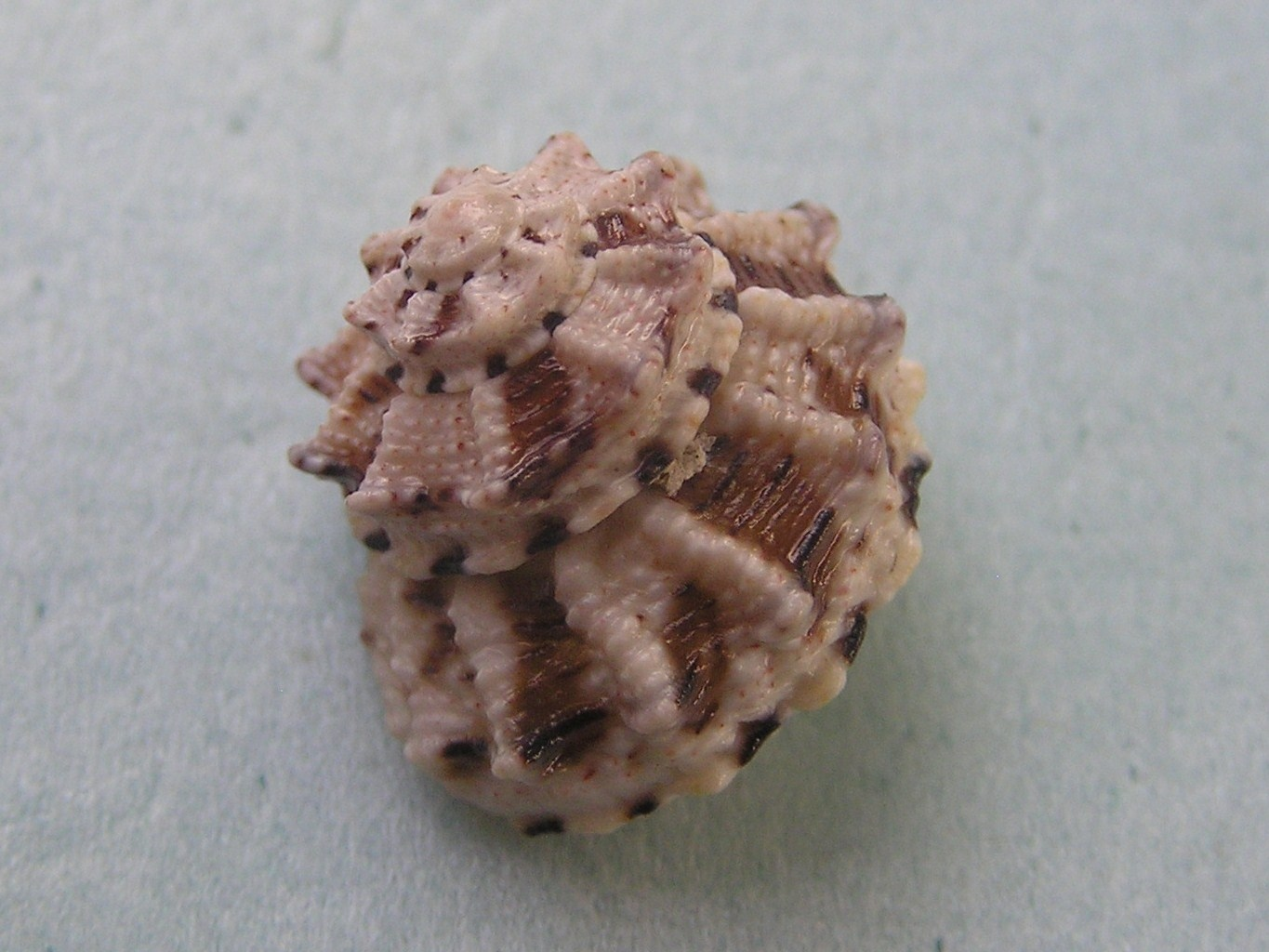
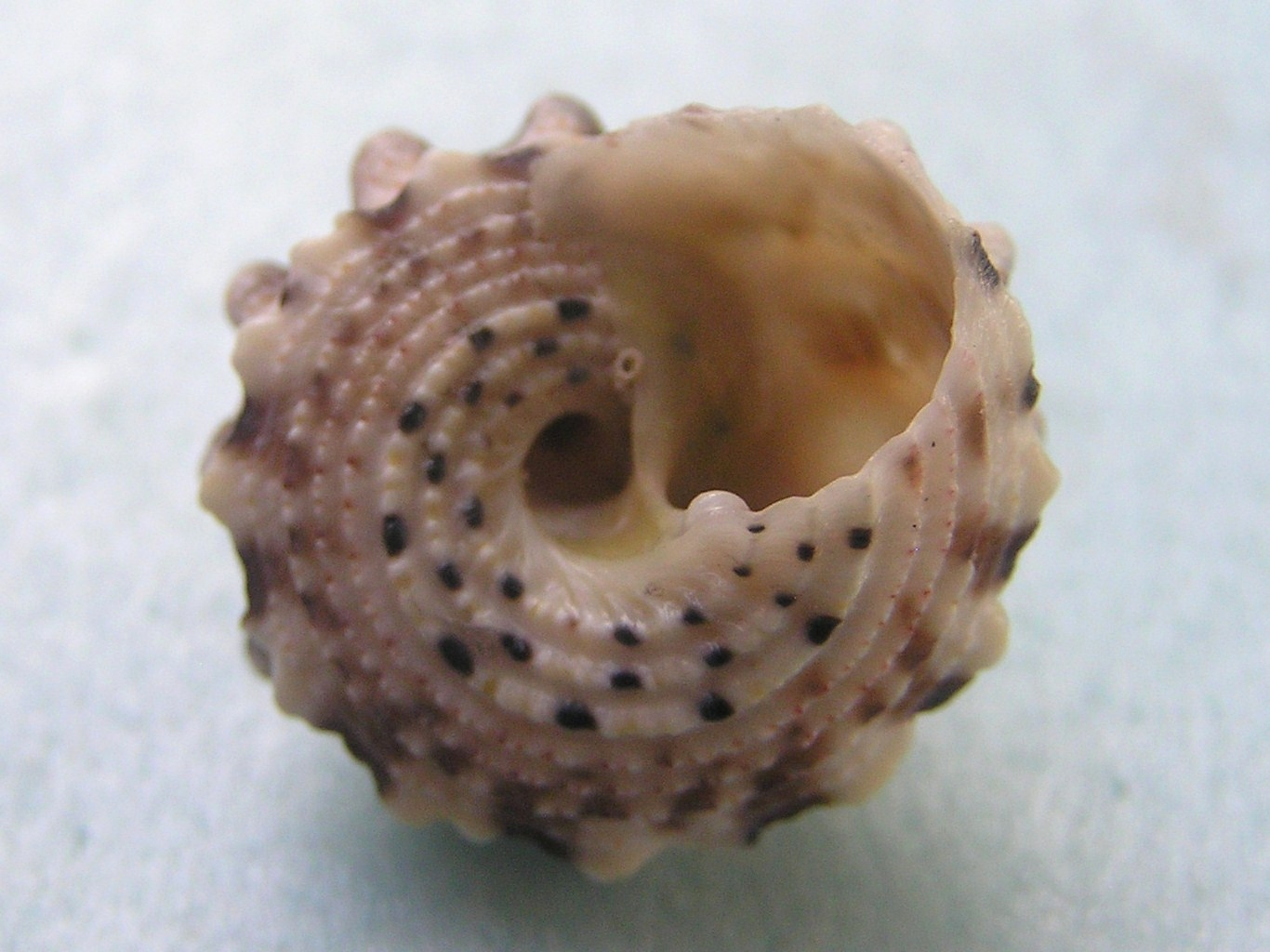